# 卡緬斯克 (布里亞特共和國)
卡缅斯克（羅馬化：Kamensk）是俄罗斯布里亚特共和国的市级镇，属卡班斯克区，在共和国首府乌兰乌德西北、区行政中心卡班斯克西南。
该地2021年人口有6,624人；2010年人口7,160；1989年人口9,088。